# Francisco Beverido Pereau
Francisco Beverido Pereau fue un arqueólogo mexicano. Nació el 5 de julio de 1917 en la ciudad de Córdoba, Veracruz. Ingresó al Bachillerato de Ciencias Físicas, Químicas y Matemáticas, concluyendo estos estudios en 1935. Al terminar sus estudios inició su licenciatura en la Facultad de Ciencias Químicas de la UNAM que no concluyó.
De 1937 a 1959, fue empleado de oficina pública, empleado de un banco y, luego de estudiar contabilidad, pasó a un consorcio de ingenios azucareros y con el tiempo, a la gerencia de una distribuidora de automóviles en Orizaba. Mientras realizaba estas actividades desarrolló su habilidad en la fotografía hasta alcanzar un nivel profesional. En 1953 publicó por primera ocasión dos de sus fotografías y en 1959 montó su primera exposición fotográfica en Córdoba. 
En 1962 publicó el libro "Magia de la Risa" con 47 de sus fotografías, un texto de Octavio Paz y un estudio arqueológico de Alfonso Medellín Zenil. Con el tiempo conoció al Dr. Gonzalo Aguirre Beltrán, cuando era Rector de la Universidad Veracruzana.
Aguirre Beltrán, al ver algunos de sus trabajos fotográficos, lo invitó a trabajar en la Universidad para que siguiera la carrera de arqueólogo. En 1964 inició sus estudios en Antropología, al mismo tiempo que se encargaba del laboratorio de fotografía de la Facultad de Arquitectura de la Universidad Veracruzana. 
Cuando Beverido cursaba el tercer año, comenzó el "Proyecto Río Chiquito" dirigido por el Dr. Michael D. Coe, resultando electo Beverido para participar en el proyecto. A Beverido le tocó excavar al este del montículo principal de Tenochtitlán en una plazoleta enmarcada por diversas elevaciones. Con el material cerámico de Coe se pudo definir una nueva fase, la Remplas, situada en el Formativo Tardío. 
El resto de su campaña auxiló a Richard Diehl en las excavaciones de los monumentos 20 y 21. En 1966 fue reconocido como el estudiante más destacado de su generación. En 1967, Coe le pidió a Beverido que continuara en el proyecto como encargado de los trabajos en la Península Noroeste. 
Murió el 5 de enero de 1997 en la ciudad de Xalapa, Veracruz.